# Jastrabie nad Topľou
Jastrabie nad Topľou (in ungherese Tapolybánya) è un comune della Slovacchia facente parte del distretto di Vranov nad Topľou, nella regione di Prešov.